# یاکوب اشنایدر
یاکوب اشنایدر (آلمانی: Jakob Schneider؛ زادهٔ ۱۸ آوریل ۱۹۹۴) قایقران روئینگ اهل آلمان است.
وی در مسابقات کشوری و بین‌المللی در مجموع برندهٔ ۶ مدال طلا، ۱ مدال نقره شده‌است.